# Gottlob Frick
Gottlob Frick, född i Ölbronn 28 juli 1906, död i Mühlacker 18 augusti 1994, var en tysk operasångare, bas. 
Frick var särskilt känd för sina tolkningar av Richard Wagners verk, men har även sjungit Mozart och modernare tyska tonsättare såsom Albert Lorzing. Han fick sin utbildning av Fritz Windgassen, far till tenoren Wolfgang Windgassen. Han började sin karriär som korist i Stuttgart, men upptäcktes så småningom av dirigenten Karl Böhm och blev engagerad vid operan i Dresden. Så småningom kom han till Berlin och karriären tog fart. Idag betraktas han som en av ev de största bassångarna som Tyskland har haft i modern tid. Frick har medverkat i ett stort antal skivinspelningar, inte minst inom Wagner-genren. När han avled var han känd som en av Tysklands ”djupaste röster” i modern tid.